# Carmen de la Calzada
Carmen de la Calzada (Barcelona, 1944- Barcelona, 17 de març de 2008) fou una arquitecta, artista plàstica i interiorista catalana. Va morir el 2008 després d'una llarga malaltia.

## Obres destacades
- Escultura de la llum, carrer de Bon Pastor (seu del Col·legi d'Aparelladors i Arquitectes Tècnics de Barcelona), Barcelona

## Exposicions rellevants
- 1980 Galeria Eude
- 1981 Galeria d'Art Sant Elm. Blanes, Gi
- 1983 Fundació Joan Miró: Va instal·lar al Pati de l'olivera d'un mòbil transparent i monumental que permetia una nova lectura de l'espai a través dels vidres del mateix Espai 10.[2]
- 1984 Institut d'Estudis Ilerdencs, Lleida
- 1986 Hivernacle Parc Ciutadella i Casa Elizalde
- 1987 Palau de La Virreina
- 1993 "INTERIOR- EXTERIOR”, CAATB
- 1997 Escola Seitai
- 1998 "ESCULTURA DE LLUM” CAATB.
- 1999 “DIS-SENY”, CAATB.
- 2000 “ESCULTURA DE LLUM” Realització a la Ciudad, Carrer Bon Pastor.
- 2001 Finalista F.A.D. 2003 37 °C; "1/2 CAP D'ALLS" Col·laboració en Mural Mercat de Gràcia C. Puigmartí.
- 2004 La Retratería; MX espai.
- 2005 CAATVOCC; MX espaiI; ESPACIO U.FUNK; La Interior Bodega; CAATVOCC.
- 2005 CAAT Terrassa, Vic, Barcelona;
- 2006 La punxa, CAATGI; Ca la dona; MX espai;
- 2007 “Murmuris del buit” CAATB; “Oh la mar de allò! Espai Guinovart
- 2008 MX espai.